# Cortes de Segovia
Cortes de Segovia es la denominación historiográfica de las reuniones de las Cortes de Castilla que tuvieron lugar en la ciudad de Segovia.
Las más importantes fueron:
- Cortes de Segovia de 1276 (de existencia discutida)[1]
- Cortes de Segovia de 1278, donde se reconoció a Sancho como heredero de Alfonso X[2]
- Cortes de Segovia de 1347
- Cortes de Segovia de 1383
- Cortes de Segovia de 1386[3]
- Cortes de Segovia de 1466
- Cortes de Segovia de 1474 (en las que se dificultó la participación de los representantes)[4]
- Cortes de Segovia de 1532